# Восточний (Світлинський район)
Восто́чний (рос. Восточный) — селище у складі Світлинського району Оренбурзької області, Росія.

## Населення
Населення — 735 осіб (2010; 1156 у 2002).
Національний склад (станом на 2002 рік):
- росіяни — 56 %